# L.O.R.D: Legend of Ravaging Dynasties
L.O.R.D: Legend of Ravaging Dynasties (chino tradicional: 爵跡, chino simple: 爵迹, mandarín: Jue ji, también conocida como L.O.R.D) es una película de animación de fantasía china estrenada el 30 de septiembre de 2016.

## Sinopsis
El continente sagrado de Odin (o Wotan), se divide en cuatro condados basados en los cuatro elementos: agua, fuego, viento y tierra, en cada uno de ellos vive un grupo de maestros del alma, que protegen su condado con sus poderes del alma. Los siete más poderosos señores son conocidos como los "Señores Nobles" (en inglés: "Noble Lords") y cada uno de ellos tiene un discípulo.
La historia comienza en el origen del agua, el Imperio de Aslan. El joven Qi Ling, ha sido un ayudante en una posada desde que era joven, durante una batalla entre los maestros del alma, logra domesticar a la legendaria bestia del alma, Ice Fang. Mientras que el joven Yin Chen, llega por orden del Sacerdote Plateado (en inglés: "Silver Priest"), para convertirse en su discípulo. Con su ayuda, Qi Ling se dirige a la Tumba de las Almas (en inglés: Grave of the Souls) para buscar el arma de su alma, sin embargo aunque su señor le pide que no vaya, decide entrar a la tumba junto a Tianshu You Hua y Guishan Lian Quan y termina envuelto en una batalla por los poderes del alma entre los señores.
Al mismo tiempo, otra conspiración que ha estado maquilándose durante mucho tiempo dentro del Imperio de Aslan comienza a revelarse gradualmente. Mientras busca a Qi Lang, Yin Chen, descubre que su maestro, el ex-primer señor Gilgamesh puede aún estar vivo, por lo que decide arriesgar todo para buscarlo.
Por otro lado, los señores asesinos You Ming y Thalia, reciben órdenes del Sacerdote de Plata de matar a Guishan Lian Quan y a su hermano Guishen Feng Hun. Pronto una batalla entre los señores y los discípulos, comenzará en una lucha por la verdad y el honor.

## Personajes

### Personajes principales

#### The Righteous
| Actor        | Personaje         | Notas |
| ------------ | ----------------- | --- |
| Fan Bingbing | Guishan Lian Quan | Lotus: es la discípulo y hermana menor del señor del 5to. grado Guishan Feng When, como él tiene el poder de controlar las almas de las bestias. Más tarde obtiene los títulos del Señor del 5to. y 6to. grado, después de que Gilgamesh y su hermano le pasaran sus poderes antes de morir.  |
| Kris Wu      | Yin Chen          | Silver: es el señor del 7mo. grado y ex-discípulo del señor de 1er. grado, Gilgamesh. Tiene la habilidad única de poseer un número infinito de Horrocruxes, un equipo espiritual que ejerce un poder extremo.                                                                                 |
| Chen Xuedong | Qi Ling           | Asval: es el discípulo del señor de 7mo. grado Yin Chen. |
| Lin Yun      | Tianshu You Hua   | Princesa Kira: es la discípula de 6to. grado e hija del señor del 6to. grado Hillure, Posee el poder de la hiper-regeneración y usa un arco como su horrocrux. Su ciclo del alma está incompleto luego de heredarlo de su madre, quien fue discípula de Gilgamesh. Está enamorada de Qi Ling. |
| Yan Yikuan   | Guishan Feng When | Wind Walker: es el señor de 5to. grado y el hermano mayor de Guishan Lian Quan. Posee el poder de controlar el alma de las bestias. Decide dar su vida para proteger a su hermana y pasarle su título y poder, antes de morir a manos de You Ming.                                            |
| Roy Wang     | Silver Priest     | Es uno de los sacerdotes de plata, responsable que Guishan Lian Quan y Guishan Feng When sean cazados. |

#### The Corroders
| Actor        | Personaje           | Notas |
| ------------ | ------------------- | --- |
| William Chan | You Ming - "Nether" | Dark: es el señor de 2do. grado y el amante de Thalia. Hace uso del "Wraith Mirror", el cual refleja a todos, excepto a aquellos que tienen más poder espiritual que él y aquellos que no tienen poder espiritual.                          |
| Amber Kuo    | Thalia              | Lady Nox: es la señora de 4to. grado y la amante de You Ming. Tiene el poder de ver las líneas espirituales y poder de todas las criaturas. Utiliza el "Hem of the Goddess", un trozo de tela divina que permite protegerla de los ataques. |
| Yang Mi      | Shen Yin            | Eron: es la discípula del señor de 2do. grado, que mantiene una relación ambigua con Ni Hong. Es una mujer ambiciosa que posee el poder de la evolución reactiva.                                                                           |
| Aarif Rahman | Ni Hong             | Neon: es el discípulo de la señora de 4to. grado Thalia, mantiene una relación ambigua con Shen Yin. Es mudó y a pesar de ser leal a Thalia, protege a Shen Yin cuando esta quiere matarla.                                                 |
| Wang Duo     | Qi La               | Zila: es el señor de 3er. grado, cuyo poder es el de controlar el tiempo y el espacio. |

#### Soul Beasts
| Actor        | Personaje | Notas |
| ------------ | --------- | --- |
| Guo Jingming | Scorpion  | Es la bestia del alma de Yin Chen. |
| Hu Hanchi    | Ice Fang  | Es la bestia del alma de Qi Ling, cuya apariencia es la de un león blanco con alas. Se pierde luego de salvar a Qi Ling de un monstruo en la Tumba de las Almas. |

### Otros personajes
| Actor        | Personaje | Notas |
| ------------ | --------- | --- |
| -            | Hillure   | Es el señor de 6to. grado y el padre de Tianshu You Hua. Da su vida y poder para atrapar a Gilgamesh en la isla, convirtiéndose en el Nuevo Loto, el Duque Inmortal. |
| Alex Fong    | Gilgamesh | Es el señor del 1er. gradoAntes de morir le pasa su poder a Guishan Lian Quan.                                                                                       |
| Zhang Si Fan | Shen Si   | |
| Zhifei Wang  | -         | |
| Emma Wu      | -         | |

## Música
El Soundtrack de la película estuvo conformada por 2 canciones.
| No. | Artista      | Canción                             | Escritores             | Compositora  | Notas               |
| --- | ------------ | ----------------------------------- | ---------------------- | ------------ | ------------------- |
| 1   | Han Hong     | "灵犀一动"                          | Guo Jingming y Luo Luo | Yuki Kajiura | (canción de inicio) |
| 2   | Chen Xuedong | "Sand in the Mortal Realm" (人间沙) | Guo Jingming y Luo Luo | Yuki Kajiura | (canción de cierre) |

## Secuela
En del 2018 se anunció que la película tendría una secuela titulada L.O.R.D: Legend of Ravaging Dynasties 2.
Originalmente se esperaba que la película fuera estrenada el 6 de julio del 2018 en China, sin embargo en junio se anunció que el estreno había sido aplazado para el 2019.

## Premios y nominaciones
| Año  | Categoría          | Premio                      | Nominado | Resultado |
| ---- | ------------------ | --------------------------- | -------- | --------- |
| 2017 | Popular Star Award | Weibo Movie Awards Ceremony | Roy Wang | Ganó      |

## Producción
La película fue dirigida y escrita por Guo Jingming, y están basadas en sus 2 amadas novelas de fantasía con más de 6 millones de copias vendidas, L.O.R.D.
La música estuvo a cargo de Yuki Kajiura y Ronald Ng, mientras que la cinematografía estuvo en manos de Randy Che.
Contó con las compañías de producción "Heli Chen'guang International Media", "Shanghai Zestful Unique Ideal Media" y "Le Vision Pictures".
La película fue lanzada en China por "Le Vision Pictures" (Beijing) el 30 de septiembre del 2016 en 3D e IMAX 3D.

### Estreno
La película fue estrenada en China el 30 de septiembre del 2016 y el mismo día en mercados internacionales como el Reino Unido, Irlanda, Australia, Nueva Zelanda, Estados Unidos y Canadá por Lionsgate.

### Recepción
La película fue lanzada en cuatro mercados: China, Reino Unido, Australia y Nueva Zelanda, en su primer fin de semana, recaudó un total de $29.2 millones, obteniendo el segundo lugar en la taquilla china, solamente atrás de "I Belonged to You" y "Miss Peregrine's Home for Peculiar Children", en la tabla de taquilla internacional.
Sólo en China, la película obtuvo $1.28 millones solamente en avances y reservó el 35% de todas las pantallas disponibles, recaudando $29 millones (del total de $29.2 millones del fin de semana). En 325 teatros IMAX, ganó $ 2.3 millones. La película también fue estrenada en Singapur. 
La película se benefició enormemente por las festividades del Día Nacional, sin embargo las ganancias de la película cayeron significativamente después de su estreno, debido a su competencia "Operation Mekong". Recaudó $53.8 millones en los cuatro mercados de los cuales China, contribuyó en $53.6 millones.